# Taitaklauwier
De taitaklauwier (Lanius dorsalis) is een zangvogel uit de familie Laniidae (klauwieren).

## Verspreiding en leefgebied
Deze soort komt voor in noordoostelijk Afrika, met name van zuidelijk Soedan tot Somalië, Ethiopië en noordoostelijk Tanzania.

## Status
De grootte van de populatie is niet gekwantificeerd maar de soort wordt omschreven als algemeen. Op de Rode lijst van de IUCN heeft deze soort de status niet bedreigd.